# Janisroda
Janisroda là một đô thị thuộc huyện Burgenland, bang Sachsen-Anhalt, Đức. Đô thị Janisroda có diện tích 3,81 km², dân số thời điểm ngày 31 tháng 12 năm 2006 là 212 người.